# Пермас
Пермас — деревня в Никольском районе Вологодской области. Административный центр Пермасского сельского поселения и Пермасского сельсовета.
Расстояние до районного центра Никольска по автодороге — 28 км. Ближайшие населённые пункты — Сторожевая, Пахомово, Бродовица.
По переписи 2002 года население — 299 человек (138 мужчин, 161 женщина). Всё население — русские.